# Tamba, Hyōgo
Tamba (丹波市 Tamba-shi) là một thành phố thuộc tỉnh Hyōgo, Nhật Bản.